# La boca del lobo
La boca del lobo es una película peruana de 1988, dirigida por Francisco Lombardi. La película se basa en la masacre de Socos, hechos reales sucedidos entre los años 1980 y 1983, durante la época del terrorismo en Perú. Fue preseleccionada a los Premios Óscar en la categoría de Mejor película extranjera (de habla no inglesa), aunque finalmente no compitió.

## Sinopsis
Un destacamento militar llega a Chuspi, un desolado pueblo ayacuchano. El soldado Vitín Luna (Toño Vega) y sus compañeros deben enfrentarse al grupo terrorista Sendero Luminoso, un ejército invisible que asola la zona y que parece superior a sus fuerzas.
Tras el asesinato de su comandante, llega el estricto teniente Iván Roca (Gustavo Bueno). Vitín ve en Roca su mentor; sin embargo, el oficial posee un oscuro pasado que le llevará a utilizar métodos brutales en la lucha antisubversiva. La situación es cada vez más preocupante para la guarnición, debido a la falta de colaboración de la población y de los ataques terroristas que sufren.
Una noche, durante una celebración en el pueblo, dos soldados son atacados, lo que desencadenará una brutal represión contra el pueblo que debían defender.

## Reparto
- Gustavo Bueno como Teniente Iván Roca.[8]
- Toño Vega como Vitín Luna.[7]
- José Tejada como Kike Gallardo.
- Gilberto Torres como Sargento Moncada.
- Bertha Pagaza como Julia.
- Ántero Sánchez como Teniente Basulto.
- Aristóteles Picho como Chong, el Chino.
- Fernando Vásquez como Bacigalupo.
- Luis Saavedra como Escalante.
- Lucio Yabar como Quispe.
- Walter Florián como Polanco.
- Dionisio Tovar como Rogello.
- Luis Otoya como Mayor.
- Germán Guevara como campesino.
- Luiz Trielli como Losano.
- Carlos Herrera como Martínez.
- Jorge Quiñe como Perico.

## Producción

### Rodaje
Debido al tema principal de la película, se tuvo que rodar en el más profundo hermetismo. Fue filmada durante ocho semanas en el distrito de Estique, perteneciente a la provincia de Tarata en Tacna; el lugar fue elegido por su lejanía a Ayacucho, provincia en estado de excepción. Contó con el apoyo del Ejército y la Fuerza Aérea del Perú. El guion fue escrito por Augusto Cabada, Giovanna Pollarolo y Gerardo Herrero. La producción contó con el asesoramiento de Carlos Iván Degregori y Gustavo Gorriti como especialistas en terrorismo.

## Estreno
En el Perú se estrenó el 8 de diciembre de 1988 durante el gobierno de Alan García. La película fue muy polémica, debido a que aún estaba latente el accionar terrorista de Sendero Luminoso. El Ministerio del Interior, junto con algunos mandos del ejército peruano, consideraron esta película como mala publicidad a las Fuerzas Armadas del Perú que se encontraban luchando contra los subversivos, aunque la película estuvo basada en sucesos reales. A pesar de ello, fue estrenada gracias al reconocimiento de la crítica internacional. Tras el estreno existieron presiones desde las instituciones castrenses y la derecha política para que fuese censurada.
En España fue estrenada en el Festival de cine de San Sebastián, y comercialmente en enero de 1989. En Francia fue estrenada el 25 de enero de 1989. En Alemania la película se emitió por primera vez el 5 de julio de 1992 en ZDF.

## Premios, nominaciones y festivales
| Año  | Lugar                                                              | País           | Categoría                                                        | Resultado   | Notas         |
| ---- | ------------------------------------------------------------------ | -------------- | ---------------------------------------------------------------- | ----------- | ------------- |
| 1988 | Festival de San Sebastián                                          | España         | Premio del Jurado                                                | Ganadora    | [ 16 ]        |
| 1988 | Festival Internacional del Nuevo Cine Latinoamericano de La Habana | Cuba           | 2.º.Premio Coral.                                                | Ganadora    | [ 15 ] [ 17 ] |
| 1988 | Festival Internacional del Nuevo Cine Latinoamericano de La Habana | Cuba           | Premio de la Organización Católica Internacional de Cine (OCIC)  | Ganadora    | [ 15 ] [ 17 ] |
| 1988 | Festival Internacional del Nuevo Cine Latinoamericano de La Habana | Cuba           | Premio Glauber Rocha – Prensa Latina                             | Ganadora    | [ 15 ] [ 17 ] |
| 1988 | Festival Internacional del Nuevo Cine Latinoamericano de La Habana | Cuba           | Premio del Tabloide Cultural "El Caimán Barbudo"                 | Ganadora    | [ 15 ] [ 17 ] |
| 1988 | Festival Internacional del Nuevo Cine Latinoamericano de La Habana | Cuba           | Premio "Roque Dalton" de la Emisora Radio Habana Cuba            | Ganadora    | [ 15 ] [ 17 ] |
| 1988 | Festival Internacional del Nuevo Cine Latinoamericano de La Habana | Cuba           | Premio "La Giraldilla", del Poder Popular de Ciudad de La Habana | Ganadora    | [ 15 ] [ 17 ] |
| 1988 | Festival des 3 Continents                                          | Francia        | Montgolfiere de oro                                              | Nominada    | [ 18 ]        |
| 1988 | Premios Óscar                                                      | Estados Unidos | Mejor película extranjera (de habla no inglesa)                  | Prenominada | [ 6 ]         |
| 1989 | Festival de Berlín                                                 | Alemania       | -                                                                | Incluida    | [ 19 ]        |
| 1989 | Festival Internacional de Cine de Cartagena de Indias              | Colombia       | Mejor Película                                                   | Ganadora    | [ 17 ]        |
| 1989 | Festival Internacional de Cine de Cartagena de Indias              | Colombia       | Mejor Director                                                   | Ganador     | [ 19 ]        |
| 1989 | Festival Internacional de Cine de Cartagena de Indias              | Colombia       | Mejor Guion                                                      | Ganadora    | [ 19 ]        |
| 1989 | Festival de Cine de Londres                                        | Reino Unido    | -                                                                | Incluida    | [ 19 ]        |